# Ugo Saitta
Ugo Saitta (Catania, 14 giugno 1912 – Roma, 5 febbraio 1983) è stato un regista italiano.

## Biografia
Ugo Saitta, padre dell'attrice Gabriella Saitta, è noto per essere stato nel 1939 il realizzatore del primo cortometraggio animato in Italia Teste di legno ribattezzato Pisicchio e Melisenda che fu presentato alla VII Esposizione Internazionale d’Arte Cinematografica di Venezia nel 1939.
La sua carriera artistica è iniziata nel 1928 e si è conclusa nel 1978 pressoché come realizzatore di documentari.
Nel 1971 scrive e dirige il film commedia Lo voglio maschio.
Nel 2011 è stato realizzato un documentario dal titolo Con la Sicilia negli occhi: il cinema documentario di Ugo Saitta dedicato alla sua opera.

## Filmografia parziale

### Regia
- Teste di legno (Pisicchio e Melisenda) (1939) - cortometraggio animato
- Zolfara (1947) – documentario
- Sant'Agata (1949) - documentario[5]
- Terra di Giovanni Verga (1953) – documentario
- Volto di Sicilia (1964) - documentario perduto
- Lo voglio maschio (1971)
- La festa dei poveri (1978) - documentario

### Seconda Unità Regia
- Se quell'idiota ci pensasse…, regia di Nino Giannini (1939)
- Io t'ho incontrata a Napoli, regia di Pietro Francisci (1946)